# Jirón Cotabambas
El Jirón Cotabambas es una calle del Damero de Pizarro en el centro histórico de Lima, capital del Perú. Se extiende de norte a sur en el distrito de Lima a largo de cinco cuadras.Es popularmente conocida por ser la calle de origen del Club Alianza Lima.

## Historia
En 1862, entre las edificaciones de la ciudad y las murallas existían terrenos rústicos constituidos por huertas y sembríos. En uno de esos sectores, desde la portada de Guadalupe hasta la portada de Santa Catalina, se comprendía lo que se llamó el barrio de las Chacaritas, con sus cinco huertas, que tenían los siguientes nombres: huerta del Olivar, huerta de la Concepción, huerta la Perdida, huerta del Noviciado y huerta de Guadalupe.
La huerta de Guadalupe fue la que Alonso Ramos Cervantes y su esposa Elvira de la Serna cedieron a los frailes franciscanos, que edificaron en parte de ella su colegio de San Buenaventura y su iglesia de Guadalupe. La huerta del Noviciado, de los frailes jesuitas, era la que anteriormente se llamó Chacarilla de San Bernardo, que lindaba con la Perdida y la de Guadalupe. 
Estas huertas del Noviciado y de Guadalupe fueron adquiridas en 1859, para urbanizarlas, por don Mariano Álvarez, don Pedro Sayán y don Mariano Felipe Paz Soldán. Luis Antonio Eguiguren Escudero menciona que en 1859 se autorizó a los colegios de San Carlos y de Guadalupe realizar las correspondientes permutas que permitirían la apertura de esas nuevas arterias urbanas. 
En 1872, las adquirió Henry Meiggs con intención de urbanizarlas, y sobre ellas se formaron las calles: Dificultades (hoy Mapiri); Independencia (hoy Cotabambas); San Martín (hoy Tipuani); Junín (hoy Sandia), Zepita (hoy Abancay), entre otras. A la expulsión de los jesuitas, llamada ya la huerta del Noviciado de Chacarilla o Estanco, la remató Miguel Valdivieso. 
Al adoptarse la nueva nomenclatura urbana, la vía fue bautizada como jirón Cotabambas en honor al distrito de Cotabambas, ubicado en la provincia de Cotabambas, departamento de Apurímac.
De las cinco calles que forman el jirón Cotabambas, solo la primera se encuentra dentro del Damero de Pizarro, las cuatro posteriores están dentro del Centro Histórico de Lima pero al cruzar la avenida Nicolás de Piérola no están constituidas en el damero. Por otro lado, las dos primeras calles están incluidas en la zona de patrimonio mundial declarada por la Unesco en 1991.

## Recorrido
El jirón inicia su recorrido en el norte, desde la quinta cuadra del jirón Apurímac. En su primera cuadra se encuentran lugares como el Teatro Felipe Pardo y Aliaga, el Edificio Javier Alzamora Valdez y el Parque Luis Alberto Sánchez.Atraviesa la avenida Nicolás de Piérola y el Parque Universitario para iniciar su segunda cuadra. Esta inicia desde el jirón Inambari en el vértice noreste de la Casona de San Marcos y se encuentran galerías comerciales.
En su tercera cuadra, entre el jirón Bambas y el jirón Miguel Aljovín, están ubicados la sede administrativa del Hospital de Emergencia Grau y la Casa Chacaltana, ubicada en el número 327, una de las primeras sedes del Club Alianza Lima.En su cuarta cuadra, entre el jirón Miguel Aljovín y jirón Manuel Cuadros, se encuentran parte de la Comisaría Cotabambas y el Escuadrón Verde Policial de Lima. En la quinta y última cuadra, entre el Jirón Manuel Cuadros y la vía expresa Grau, se muestran almacenes, estacionamientos y parte del Edificio Anglo Peruano.